# Gáshólmur
Gáshólmur est un îlot situé entre celui de Tindhólmur et l'île de Vágar dans l'archipel des Féroé. Il a une superficie de dix hectares, faisant de lui le quatrième plus grand îlot de l'archipel (en dehors des dix-huit îles principales). Son point culminant s'élève à 65 mètres d'altitude. Il est inhabité, les seuls êtres vivants étant les oiseaux de mer ainsi que les moutons. Ces derniers y sont amenés chaque année par les habitants de Sørvágur.